# Stará Lesná
Stará Lesná (Hongaars: Felsőerdőfalva) is een Slowaakse gemeente in de regio Prešov, en maakt deel uit van het district Kežmarok.
Stará Lesná telt 994 inwoners.